# تارزان در منهتن
تارزان در منهتن (انگلیسی: Tarzan in Manhattan) یک تله‌فیلم ماجراجویی و اکشن به کارگردانی مایکل شولتز است. این فیلم تلویزیونی، از محصولات شبکهٔ سی‌بی‌اس آمریکاست و نخستین بار، در ۱۵ آوریل ۱۹۸۹ میلادی پخش شد.

## بازیگران
- جو لارا
- تونی کرتیس
- یان-مایکل وینسنت
- جو سنکا
- کیم کرازبی
- جیم دان